# 文龜 (妖怪)
文龜，是台灣民間傳說中的龜妖，擁有預測風雨的能力。

## 棲息
文龜居住在九九峰山腰上的一個叫「大窟潭」的池塘中，那個池塘就算遇上乾旱也不會枯竭。

## 能力
據說文龜能夠預測風雨，只要即將颳風下雨前，文龜就會出現在水面上。